# Narimanovets Bogʻot
Narimanovets Bogʻot (uzb. «Narimanovets» Bogʻot futbol klubi, ros. Футбольный клуб «Наримановец» Багат, Futbolnyj Kłub "Narimanowiec" Bagat) – uzbecki klub piłkarski, mający siedzibę w mieście Bogʻot na zachodzie kraju.

## Historia
Chronologia nazw:
- 1968–1969: Kolxoz Narimanova Bogʻot (ros. «Колхоз Нариманова» Нариманов)
- 1970–1976: Narimanovets Bogʻot (ros. «Наримановец» Нариманов)
- 1978: Xorazm Bogʻot (ros. «Хорезм» Колхоз имени Нариманова)
- 1979–1985: Narimanovets Bogʻot (ros. «Наримановец» Нариманов)

Piłkarska drużyna została założona w miejscowości Bogʻot, w obwodzie chorezmijskim w 1968 roku i reprezentowała miejscowy Kolxoz Narimanova.
W 1968 zespół debiutował w Klasie B, strefie środkowoazjatyckiej. W 1970 klub zmienił nazwę na Narimanovets Bogʻot. Po zakończeniu sezonu zajął wysokie 4 miejsce w grupie, ale w związku z reorganizacją systemu lig ZSRR został zdeklasowany do rozgrywek amatorskich. Potem uczestniczył w rozgrywkach Mistrzostw Uzbeckiej SRR. W 1978 nazywał się Xorazm Bogʻot i zdobył mistrzostwo i Puchar Uzbeckiej SRR, ale w następnym roku przywrócił nazwę Narimanovets Bogʻot i ponownie otrzymał prawo gry w Drugiej Lidze, strefie 5. W Drugiej Lidze występował do 1985 roku. Po rozpadzie ZSRR klub został rozwiązany.

## Sukcesy

### Trofea międzynarodowe
Nie uczestniczył w rozgrywkach azjatyckich (stan na 31-05-2015).

### Trofea krajowe
| \| \| Zdobyte trofea w rozgrywkach Związku Radzieckiego (stan na: 31-12-1991) \| |                                                                         |      |          |
| Rozgrywki                                                                        | Osiągnięcie                                                             | Razy | Sezon(y) |
| Mistrzostwo                                                                      | I miejsce                                                               | 0    |          |
| Mistrzostwo                                                                      | II miejsce                                                              | 0    |          |
| Mistrzostwo                                                                      | III miejsce                                                             | 0    |          |
| Puchar                                                                           | zdobywca                                                                | 0    |          |
| Puchar                                                                           | finalista                                                               | 0    |          |
| II liga                                                                          | I miejsce                                                               | 0    |          |
| II liga                                                                          | II miejsce                                                              | 0    |          |
| II liga                                                                          | III miejsce                                                             | 0    |          |
|                                                                                  | Zdobyte trofea w rozgrywkach Związku Radzieckiego (stan na: 31-12-1991) |      |          |

- Wtoraja liga ZSRR (III liga):
  - 7. miejsce w grupie: 1983
- Mistrzostwo Uzbeckiej SRR:
  - mistrz: 1978
- Puchar Uzbeckiej SRR:
  - zdobywca: 1976, 1978

## Stadion
Klub rozgrywa swoje mecze domowe na stadionie Markaziy w Bogʻot, który może pomieścić 1,000 widzów.

## Piłkarze
Znani piłkarze:
- / Vadim Abramov
- / Aleksandr Ivankov
- / Serhij Zirczenko

## Trenerzy
- 1968:  Nikołaj Fedorczenko
- 1968–1977:  Valeriy Muhin

...
- 1979:  Gennadiy Mihaylutsa
- 1979–1980:  Aleksandr Ivankov
- 1982–1983:  W.Pszenicznikow
- 1984:  Evgeniy Valitskiy
- 1985:  W.Pszenicznikow

...